# SoftBank 931N
SoftBank 931N（ソフトバンク きゅう さん いち エヌ）は、日本電気（NEC）が開発、製造したソフトバンクモバイルの第3世代携帯電話（SoftBank 3G・W-CDMA方式)端末である。

## 特徴
ソフトバンク初リボルバー・サイクロイド式端末で、またケータイWi-Fi対応初の端末でもある。同日発表のNTTドコモN-06Aとデザイン（メインカメラ周辺部除く）、ハードウェア、ソフトウェアなどに非常に多くの共通点がある。
以前からNTTドコモ向けの端末に搭載されてきたニューロポインターを、ソフトバンク端末としては初めて搭載した。SoftBank 930N同様、3.2インチのフルワイドVGA液晶、約810万画素CMOS搭載のメインカメラ、GPSを装備し、GSMローミングに対応している。
当初は2009年8月下旬発売予定だったが、サービス準備が遅れたため11月下旬の発売となった。また、ソフトバンク初のケータイWi-Fi対応端末の発売もSoftBank 940SHとなってしまった。

## 主な機能・サービス
| 主な対応サービス                      | 主な対応サービス                        | 主な対応サービス                      |
| ------------------------------------- | --------------------------------------- | ------------------------------------- |
|                                       |                                         | S!速報ニュース （おためしコンテンツ） |
| S!情報チャンネル （3Gお天気アイコン） | S!FeliCa                                | PCサイトブラウザ                      |
| 電子コミック                          | S!アプリ （メガアプリ）                 | 着うたフル／着うた                    |
| デコレメール （マイ絵文字）           | S!電話帳バックアップ                    | PCメール                              |
| コンテンツおすすめメール              | TVコール                                | 世界対応ケータイ                      |
| S!GPSナビ                             | デルモジ表示                            | ワンセグ                              |
| 3Gハイスピード （下り7.2Mbps対応)     | S!おなじみ操作                          | ダブルナンバー                        |
| 着デコ                                | きせかえアレンジ （カスタムスクリーン） | ケータイWi-Fi                         |
| 安心遠隔ロック                        | モバイルウィジェット                    |                                       |

## 注
1. ↑  現在はNECカシオ モバイルコミュニケーションズに移管。